# Arquidiócesis de Múnich y Frisinga
La arquidiócesis de Múnich y Frisinga (en latín: Archidioecesis Monacensis et Frisingensis y en alemán: Erzbistum München und Freising) es una circunscripción eclesiástica de la Iglesia católica en Alemania. Se trata de una arquidiócesis latina, sede metropolitana de la provincia eclesiástica de Múnich y Frisinga. Desde el 30 de noviembre de 2007 su arzobispo es el cardenal Reinhard Marx.

## Territorio y organización

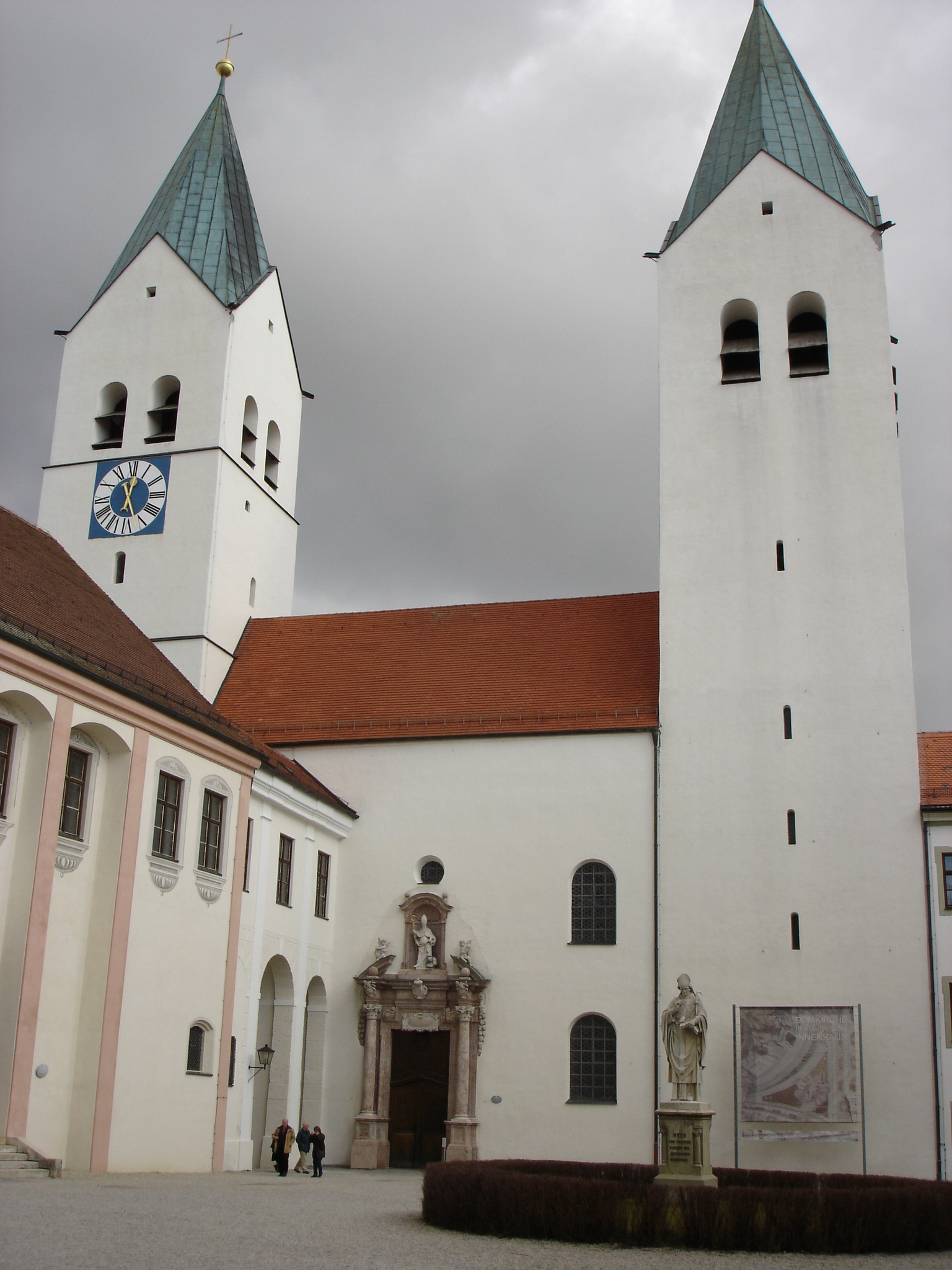
Concatedral de Santa María y San Corbiniano, en Frisinga

La arquidiócesis tiene 12 082 km² y extiende su jurisdicción sobre los fieles católicos de rito latino residentes en parte del estado de Baviera, estando comprendida casi en su totalidad en la Alta Baviera. Incluye el enclave del monasterio de Schlehdorf, rodeado por la diócesis de Augsburgo.

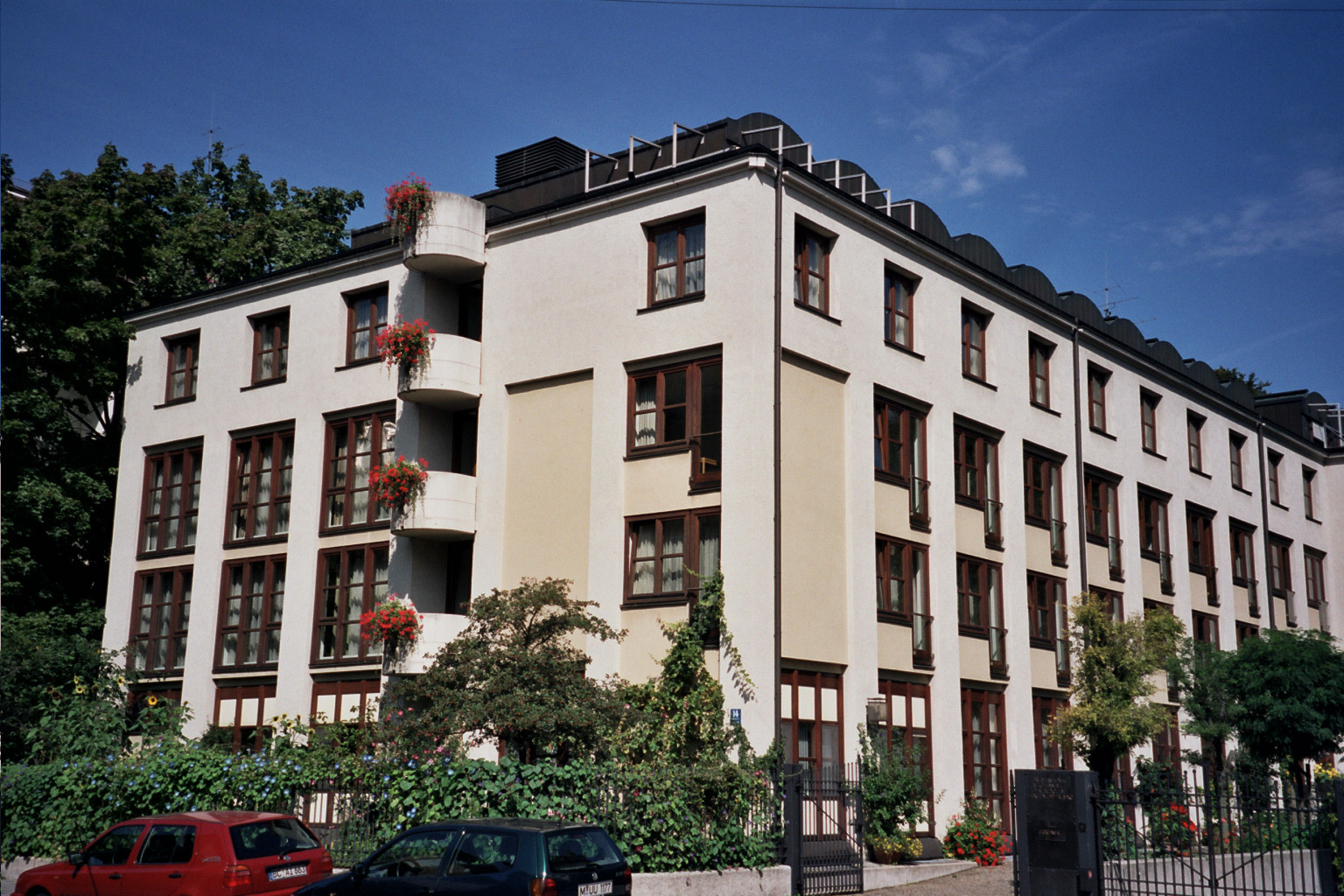
Seminario arzobispal San Juan Bautista, en Múnich

La sede de la arquidiócesis se encuentra en la ciudad de Múnich, en donde se halla la Catedral de Nuestra Señora. En Frisinga se encuentra la Concatedral de Santa María y San Corbiniano. En el territorio de la arquidiócesis existen 4 basílicas menores: la de la Asunción de María, en Tuntenhausen; la de la Santa Cruz y Asunción de María, en Scheyern; la colegiata de San Martín y Castulo, en Landshut; y la de Nuestra Señora de la Asunción, en Ettal.

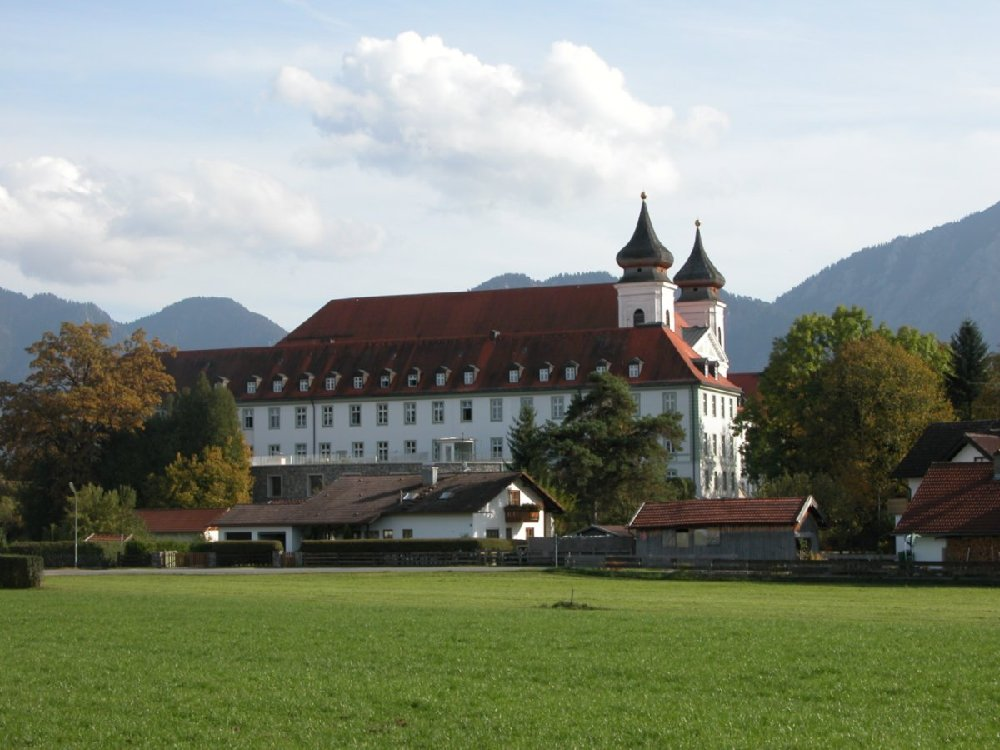
Monasterio de Schlehdorf, exclave de la arquidiócesis

La arquidiócesis tiene como sufragáneas a las diócesis de: Augsburgo, Passau y Ratisbona.

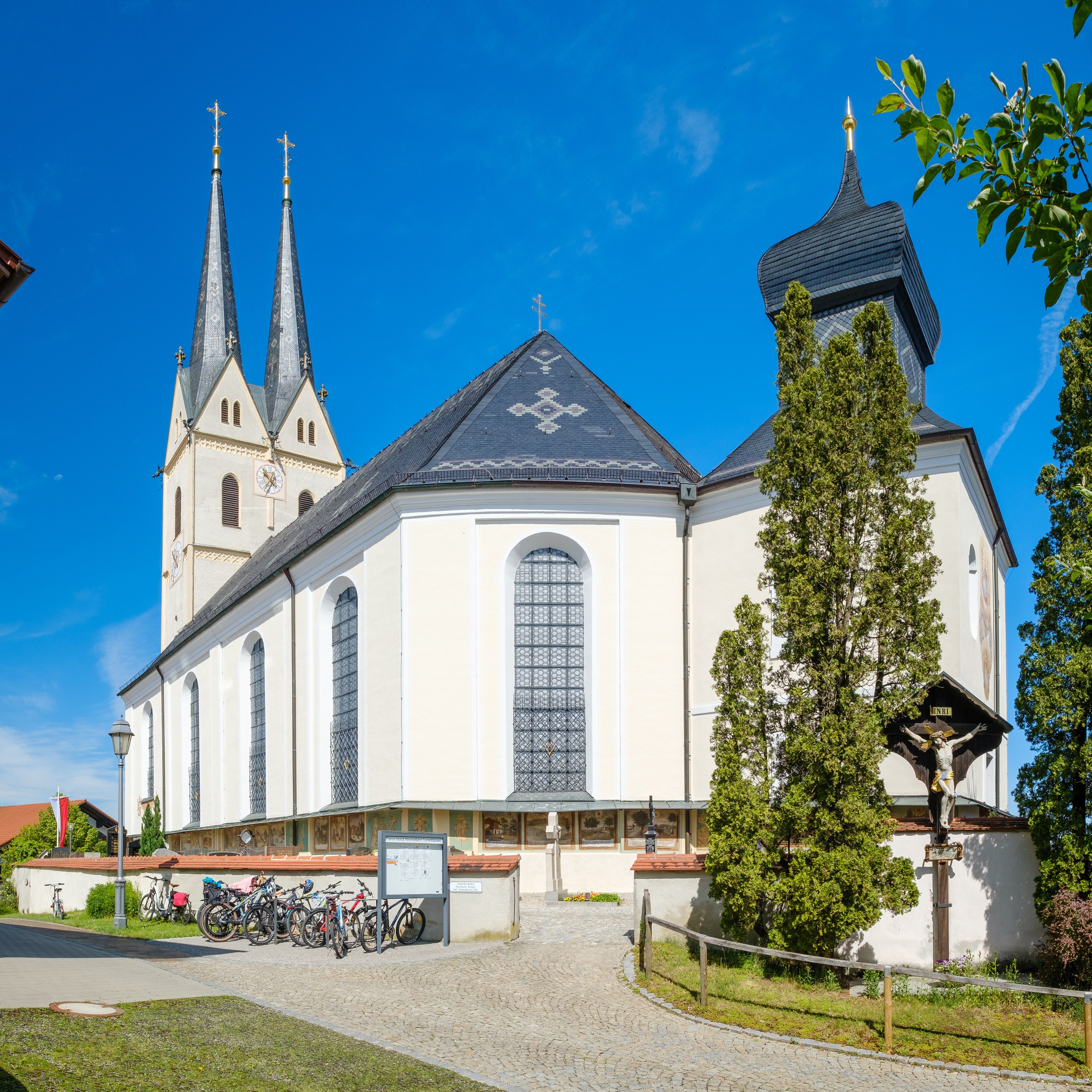
Basílica de la Asunción de María, en Tuntenhausen

En 2023 en la arquidiócesis existían 745 parroquias. Desde el 1 de enero de 2024 se encuentran agrupadas en 18 decanatos y estos en 3 regiones:
- Region Nord (comprende 302 parroquias en los decanatos de Dachau, Ebersberg, Erding, Freising, Fürstenfeldbruck, Landshut y Mühldorf am Inn);
- Region München (comprende 167 parroquias en los decanatos de München-Mitte, München-Nordost, München-Nordwest, München-Südost y München-Südwest);
- Region Süd (comprende 278 parroquias en los decanatos de Bad Tölz-Wolfratshausen, Berchtesgadener Land, Miesbach, Rosenheim, Traunstein y Werdenfels-Rottenbuch).

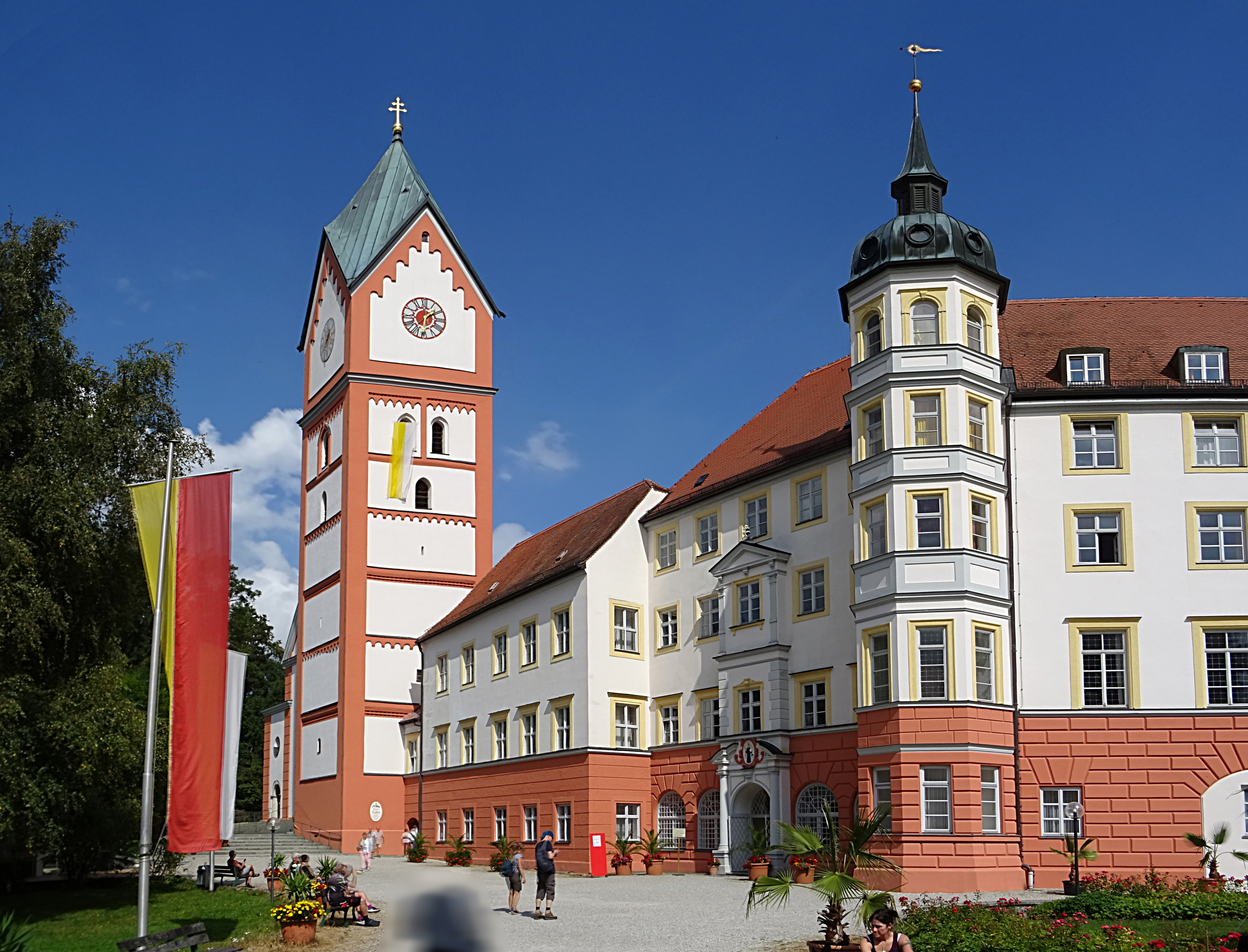
Basílica de la Santa Cruz y Asunción de María, en Scheyern

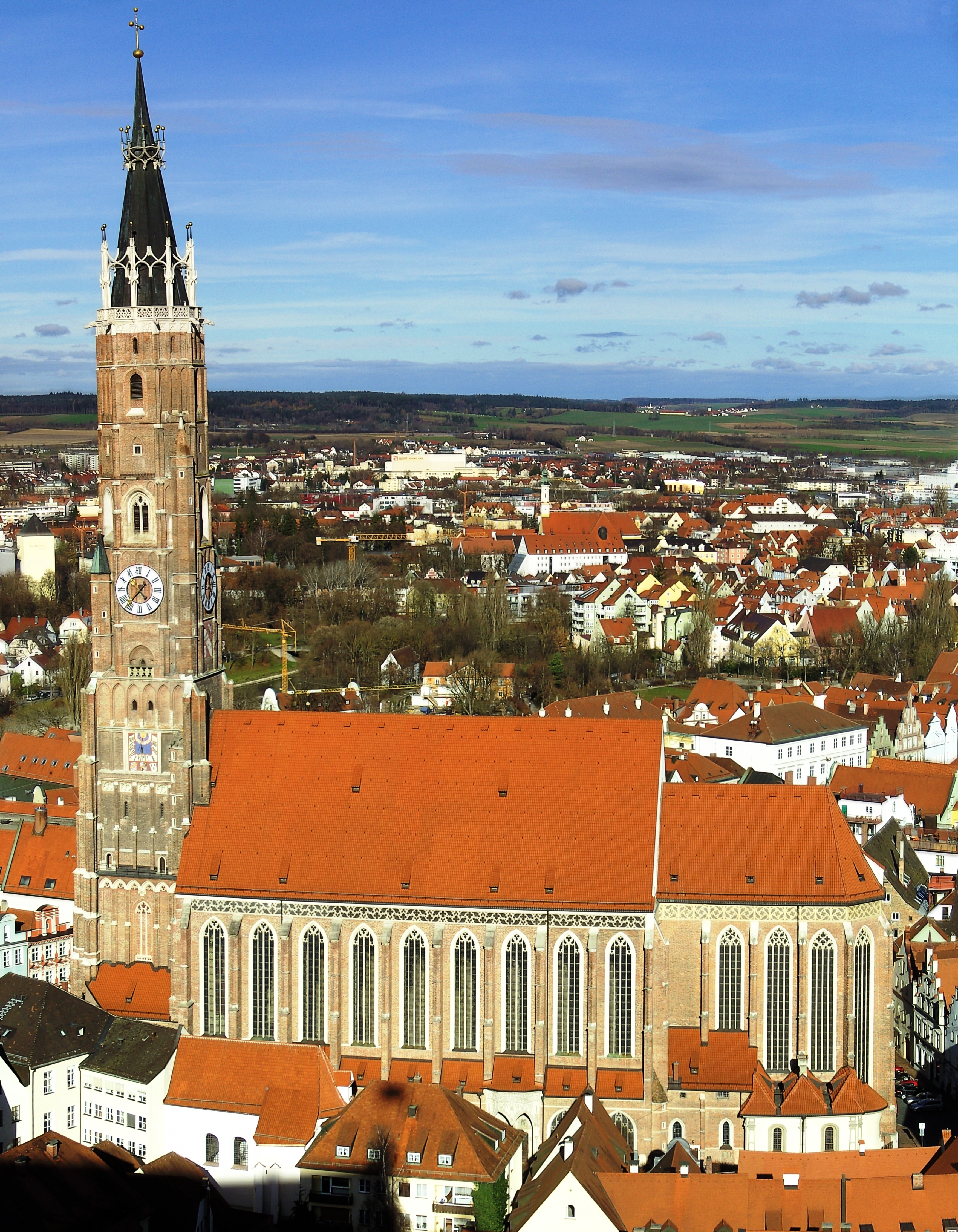
Basílica colegiata de San Martín y Cástulo, en Landshut

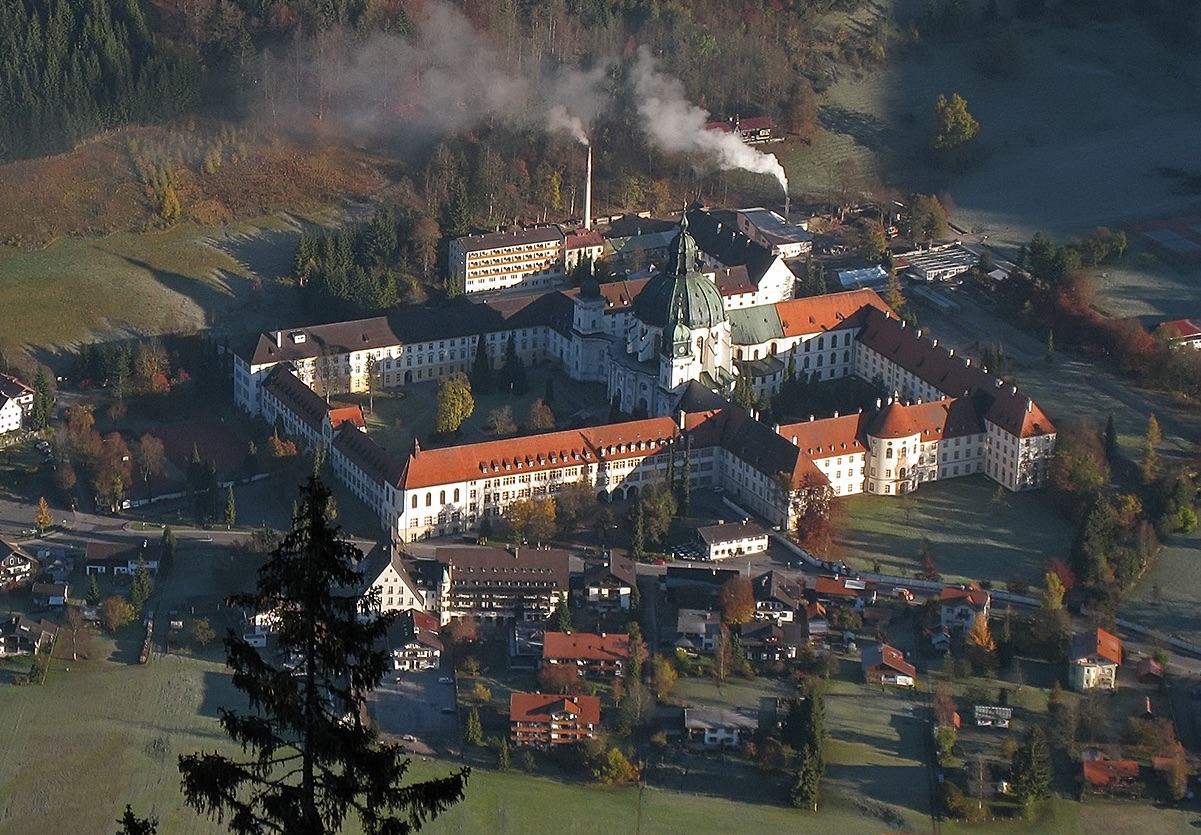
Basílica de Nuestra Señora de la Asunción, en la abadía de Ettal

## Historia
La región de Baviera, en la época romana, formaba parte de la provincia de Recia segunda, cristianizada a partir del siglo IV, y estaba enteramente bajo la jurisdicción de los obispos de Augsburgo. El fin del Imperio romano y la ocupación de la tribu bávara pusieron en crisis la organización eclesiástica. Los bávaros fueron cristianizados entre los siglos VI y VII, aunque poco se sabe de los misioneros que evangelizaron la zona durante este período.
En 716 el obispo Corbiniano llegó a Baviera para dar una organización a la Iglesia local. Construyó un monasterio en una colina cerca de Frisinga. La organización fue completada por san Bonifacio, quien erigió varias diócesis en 739, incluida la diócesis de Frisinga. Inicialmente era sufragánea de la arquidiócesis de Maguncia (hoy diócesis de Maguncia), pero en 798 pasó a formar parte de la provincia eclesiástica de Salzburgo.
En 769 el obispo Atto (784-810), cuando era abad de Scharnitz, fundó el monasterio de Innichen (San Candido), en el sur del Tirol, que entonces formaba parte de la diócesis de Frisinga. El monasterio fue el punto de partida de los misioneros bávaros para la evangelización de las tribus eslavas, hasta Panonia, Bohemia y Moravia. Cuando en el siglo IX san Metodio llegó a Moravia, surgieron conflictos de jurisdicción sobre estas tierras: el obispo Anno de Frisinga (854-875) participó en el arresto de Metodio y en el juicio en su contra.
Entre los obispos del siglo X, destaca en particular la figura de Lamberto (938-957), venerado como santo. En un período difícil, debido a la incertidumbre provocada por las continuas incursiones de los húngaros, se le atribuye la liberación de los invasores. Supo aumentar los bienes de la iglesia de Frisinga, dirigir escrupulosamente la gestión administrativa y financiera de su diócesis, construir iglesias y capillas.
Otra figura importante es el beato Otón de Frisinga (1138-1158), quien más que ningún otro obispo supo introducir la reforma gregoriana en su diócesis, dirigida en particular a reformar el capítulo de los canónigos catedralicios, clero y monasterios.
Desde 1220 los obispos de Frisinga fueron reconocidos oficialmente por el emperador como príncipes-obispos del Imperio. El territorio sobre el cual los obispos ejercían poder temporal y soberanía plena, y que gozaba de inmediación imperial, incluía varios territorios dentro y fuera de la diócesis: entre estos la ciudad de Frisinga, el área al este del río Isar desde Frisinga hasta Ismaning inclusive, el señorío de Burgrain y el condado de Werdenfels.
Entre el siglo XVI y el siglo XVIII los obispos de Frisinga ocuparon varias sedes alemanas al mismo tiempo, una práctica generalizada en estos siglos en los territorios imperiales. Varios obispos se destacaron por sus actividades en los campos cultural y artístico. Johann Franz Eckher von Kapfing (1696-1727) consagró más de 170 iglesias en el curso de sus muchas visitas pastorales, encargó al benedictino Karl Meichelbeck que escribiera la Historia Frisingensis e hizo restaurar la catedral en 1724, con motivo del milésimo aniversario de la diócesis.
Con el fin del Sacro Imperio Romano Germánico y el Reichsdeputationshauptschluss (1803), el principado eclesiástico de Frisinga fue secularizado, mientras que la diócesis experimentó un largo período de sede vacante, durante el cual sufrió grandes daños a su patrimonio.
Tras el Acuerdo de 1817 entre el Reino de Baviera y la Santa Sede, el obispado fue trasladado a Múnich y elevado al rango de arquidiócesis metropolitana con su nombre actual. Estas disposiciones fueron sancionadas el 1 de abril de 1818 con la bula Dei ac Domini Nostri del papa Pío VII, que también disponía que la nueva arquidiócesis incorporaría todos los territorios bávaros de la suprimida diócesis de Chiemsee, y parte de los de la arquidiócesis de Salzburgo y el rectorado de Berchtesgaden. La bula estableció el número total de parroquias en la arquidiócesis en 360.
El primer arzobispo, Lothar Anselm von Gebsattel, elegido en febrero de 1818, tuvo que esperar hasta el 15 de agosto de 1821 para ser consagrado, debido a desacuerdos sobre la aplicación del concordato.
El 9 de febrero de 1914 adquirió una pequeña porción de territorio de la diócesis de Augsburgo.
El sacerdote jesuita Rupert Mayer se opuso al nazismo y fue encarcelado 3 veces y finalmente internado en el monasterio de Ettal en agosto de 1940 hasta el final de la Segunda Guerra Mundial. Pudo regresar a Múnich en mayo de 1945, pero falleció el 1 de noviembre de 1945. Fue beatificado el 3 de mayo de 1987 por el papa Juan Pablo II.
El arzobispo más famoso de la arquidiócesis fue Joseph Ratzinger, desde que fue elegido papa y tomó el nombre de Benedicto XVI.

## Estadísticas
Según el Anuario Pontificio 2024 la arquidiócesis tenía a fines de 2023 un total de 1 770 760 fieles bautizados.
| Año                                                                             | Población            | Población | Población      | Sacerdotes | Sacerdotes    | Sacerdotes    | Bautizados por sacerdote | Diáconos permanentes | Religiosos | Religiosos | Parroquias |
| Año                                                                             | Bautizados católicos | Total     | % de católicos | Total      | Clero secular | Clero regular | Bautizados por sacerdote | Diáconos permanentes | Varones    | Mujeres    | Parroquias |
| ------------------------------------------------------------------------------- | -------------------- | --------- | -------------- | ---------- | ------------- | ------------- | ------------------------ | -------------------- | ---------- | ---------- | ---------- |
| 1950                                                                            | 1 744 574            | 2 057 220 | 84.8           | 2106       | 1327          | 779           | 828                      |                      | 1076       | 7537       | 551        |
| 1970                                                                            | 2 288 085            | 2 854 354 | 80.2           | 1719       | 1464          | 255           | 1331                     |                      | 713        | 8007       | 614        |
| 1980                                                                            | 2 200 000            | 2 900 000 | 75.9           | 1717       | 1235          | 482           | 1281                     | 35                   | 751        | 5808       | 753        |
| 1990                                                                            | 2 090 078            | 2 924 904 | 71.5           | 1547       | 1112          | 435           | 1351                     | 105                  | 646        | 4783       | 755        |
| 1999                                                                            | 1 901 570            | 3 269 000 | 58.2           | 1359       | 944           | 415           | 1399                     | 157                  | 594        | 3512       | 755        |
| 2000                                                                            | 1 885 350            | 3 304 000 | 57.1           | 1351       | 931           | 420           | 1395                     | 169                  | 588        | 3218       | 756        |
| 2001                                                                            | 1 874 835            | 3 343 000 | 56.1           | 1349       | 938           | 411           | 1389                     | 174                  | 604        | 3085       | 757        |
| 2002                                                                            | 1 855 153            | 3 392 400 | 54.7           | 1362       | 936           | 426           | 1362                     | 188                  | 621        | 3017       | 757        |
| 2003                                                                            | 1 840 425            | 3 415 000 | 53.9           | 1355       | 928           | 427           | 1358                     | 193                  | 617        | 2926       | 757        |
| 2004                                                                            | 1 824 758            | 3 425 000 | 53.3           | 1344       | 915           | 429           | 1357                     | 193                  | 608        | 2726       | 757        |
| 2013                                                                            | 1 759 896            | 3 603 361 | 48.8           | 1216       | 806           | 410           | 1447                     | 255                  | 539        | 2159       | 748        |
| 2016                                                                            | 1 732 342            | 3 683 770 | 47.0           | 1136       | 749           | 387           | 1524                     | 270                  | 516        | 1832       | 748        |
| 2017                                                                            | 1 722 180            | 3 749 860 | 45.9           | 1089       | 720           | 369           | 1581                     | 270                  | 487        | 1712       | 747        |
| 2019                                                                            | 1 740 300            | 3 789 351 | 45.9           | 1035       | 682           | 353           | 1681                     | 263                  | 466        | 1673       | 747        |
| 2021                                                                            | 1 764 540            | 3 842 042 | 45.9           | 960        | 606           | 354           | 1838                     | 285                  | 462        | 1461       | 747        |
| 2023                                                                            | 1 770 760            | 3 854 586 | 45.9           | 913        | 580           | 333           | 1939                     | 290                  | 433        | 1329       | 745        |
| Fuente: Catholic-Hierarchy, que a su vez toma los datos del Anuario Pontificio. |                      |           |                |            |               |               |                          |                      |            |            |            |

## Episcopologio

### Obispos de Frisinga
- San Corbiniano † (724-8 de septiembre de 730 falleció)[nota 4]
- Erembert † (730-1 de enero de 749 falleció)
- José de Verona † (marzo de 749-17 de enero de 764 falleció)
- Aribo † (764-4 de mayo de 784 falleció)
- Atto † (junio de 784-27 de septiembre de 810 falleció)
- Hitto, O.S.B. † (811-11 de diciembre de 834 falleció)
- Erchanbert † (29 de enero de 835-11 de enero de 854 falleció)
- Anno † (1 de marzo de 854-9 de octubre de 875 falleció)
- Arnold, O.S.B. † (4 de diciembre de 875-22 de septiembre de 883 falleció)
- Waldo † (19 de octubre de 883-18 de mayo de 906 falleció)
- Utto † (junio de 906-28 de junio de 907 falleció)
- Dracholf † (febrero de 908-24 de mayo de 926 falleció)
- Wolfram † (10 de diciembre de 926-junio o julio de 938 falleció)
- San Lamberto † (28 de agosto de 938-19 de septiembre de 957 falleció)
- Abraham von Goerz † (noviembre o de diciembre de 957-7 de junio de 993 falleció)
- Gottschalk von Hagenau † (1 de septiembre de 993-6 de mayo de 1006 falleció)
- Egilbert von Moosburg † (julio de 1006-4 de noviembre de 1039 falleció)
- Nitker † (2 de diciembre de 1039-13 de abril de 1052 falleció)
- Ellenhard † (3 de julio de 1052-11 de marzo de 1078 falleció)
- Meginward † (22 de marzo de 1078-28 de abril de 1098 falleció)
- Heinrich † (28 de junio de 1098-9 de octubre de 1137 falleció)
- Beato Otón I de Austria, O.Cist. † (1138-22 de septiembre de 1158 falleció)
- Albert von Harthausen † (22 de noviembre de 1158-11 de noviembre de 1184 falleció)
- Otto von Berg † (diciembre de 1184-17 de marzo de 1220 falleció)
- Gerold von Waldeck † (20 de abril de 1220-1230 a muy joven edad)
- Konrad von Tölz und Hohenburg † (24 de octubre de 1230-18 de enero de 1258 falleció)
- Konrad von Wittelsbach† (abril de 1258-29 de abril de 1278 falleció)
- Friedrich von Montalban † (13 de enero de 1280-8 de diciembre de 1282 falleció)
- Emicho de Wittelsbach † (24 de enero de 1283-28 de julio de 1311 falleció)
- Gottfried von Hexenagger † (1 de septiembre de 1311-27 de agosto de 1314 falleció)
- Konrad der Sendlinger † (3 de octubre de 1314-12 de abril de 1322 falleció)
- Johannes Wulfing † (23 de diciembre de 1323-25 de abril de 1324 falleció)
- Konrad von Klingenberg † (5 de julio de 1324-8 de abril de 1340 falleció)
- Johannes Hake † (10 de octubre de 1341-1349 falleció)
- Albert von Hohenberg † (7 de octubre de 1349-25 de abril de 1359 falleció)
- Paul von Jägerndorf † (15 de mayo de 1359-31 de julio de 1377 falleció)
- Leopold von Sturmberg † (abril de 1378-5 de agosto de 1381 falleció)
- Berthold von Wehingen † (20 de septiembre de 1381-7 de septiembre de 1410 falleció)[nota 5]
- Konrad von Hebenstreit † (23 de marzo de 1411-1412 falleció)
- Hermann von Cilli † (26 de julio de 1412-1421 falleció)
- Nicodemo della Scala † (1421/1422-13 de agosto de 1443 falleció)
- Heinrich Schlick † (11 de septiembre de 1443-15 de enero de 1448 renunció)
- Johannes Grünwalder † (15 de enero de 1448-2 de diciembre de 1452 falleció)
- Johann Tulbeck † (9 de marzo de 1453-noviembre de 1473 renunció)
- Sixtus von Tannberg † (12 de enero de 1474-14 de julio de 1495 falleció)
  - Roberto del Palatinado † (8 de febrero de 1496-1498 renunció) (obispo electo)[nota 6]
- Felipe del Palatinado † (3 de diciembre de 1498-5 de enero de 1541 falleció)
  - Enrico II del Palatinado † (5 de enero de 1541 por sucesión-31 de diciembre de 1551 falleció) (obispo electo)[nota 7]
- Leo Lösch von Hilkertshausen † (11 de mayo de 1552-8 de abril de 1559 falleció)
- Moritz von Sandizell † (13 de marzo de 1560-18 de octubre de 1566 renunció)
- Ernesto de Baviera † (20 de diciembre de 1566-17 de febrero de 1612 falleció)[nota 8]
- Stephan von Seiboldsdorf † (4 de marzo de 1613-18 de enero de 1618 falleció)
- Veit Adam von Gepeckh † (14 de mayo de 1618-8 de diciembre de 1651 falleció)
- Alberto Sigismondo de Baviera † (8 de diciembre de 1651 por sucesión-4 de noviembre de 1685 falleció)[nota 9]
- José Clemente de Baviera † (4 de noviembre de 1685 por sucesión-29 de septiembre de 1694 nombrado obispo de Lieja)[nota 10]
- Johann Franz Eckher von Kapfing und Liechteneck † (2 de abril de 1696-23 de febrero de 1727 falleció)
- Giovanni Teodoro de Baviera † (23 de febrero de 1727 por sucesión-12 de febrero de 1744 nombrado obispo de Lieja)[nota 11]
  - Juan Teodoro de Baviera † (12 de febrero de 1744-27 de enero de 1763 falleció) (administrador apostólico)
- Clemente Venceslao de Sajonia † (22 de agosto de 1763-14 de marzo de 1768 nombrado arzobispo de Tréveris)[nota 12]
  - Clemente Venceslao de Sajonia † (14 de marzo de 1768-20 de agosto de 1768 por sucesión obispo de Augsburgo[nota 13]) (administrador apostólico)
- Ludwig Joseph von Welden † (12 de junio de 1769-15 de marzo de 1788 falleció)
  - Maximilian Prokop von Toerring-Jettenbach † (15 de septiembre de 1788-30 de diciembre de 1789 falleció) (administrador apostólico)[nota 14]
- Joseph Konrad von Schroffenberg, C.R.S.A. † (21 de junio de 1790-4 de abril de 1803 falleció)[nota 15]
  - Sede vacante (1803-1818)

### Arzobispos de Múnich y Frisinga

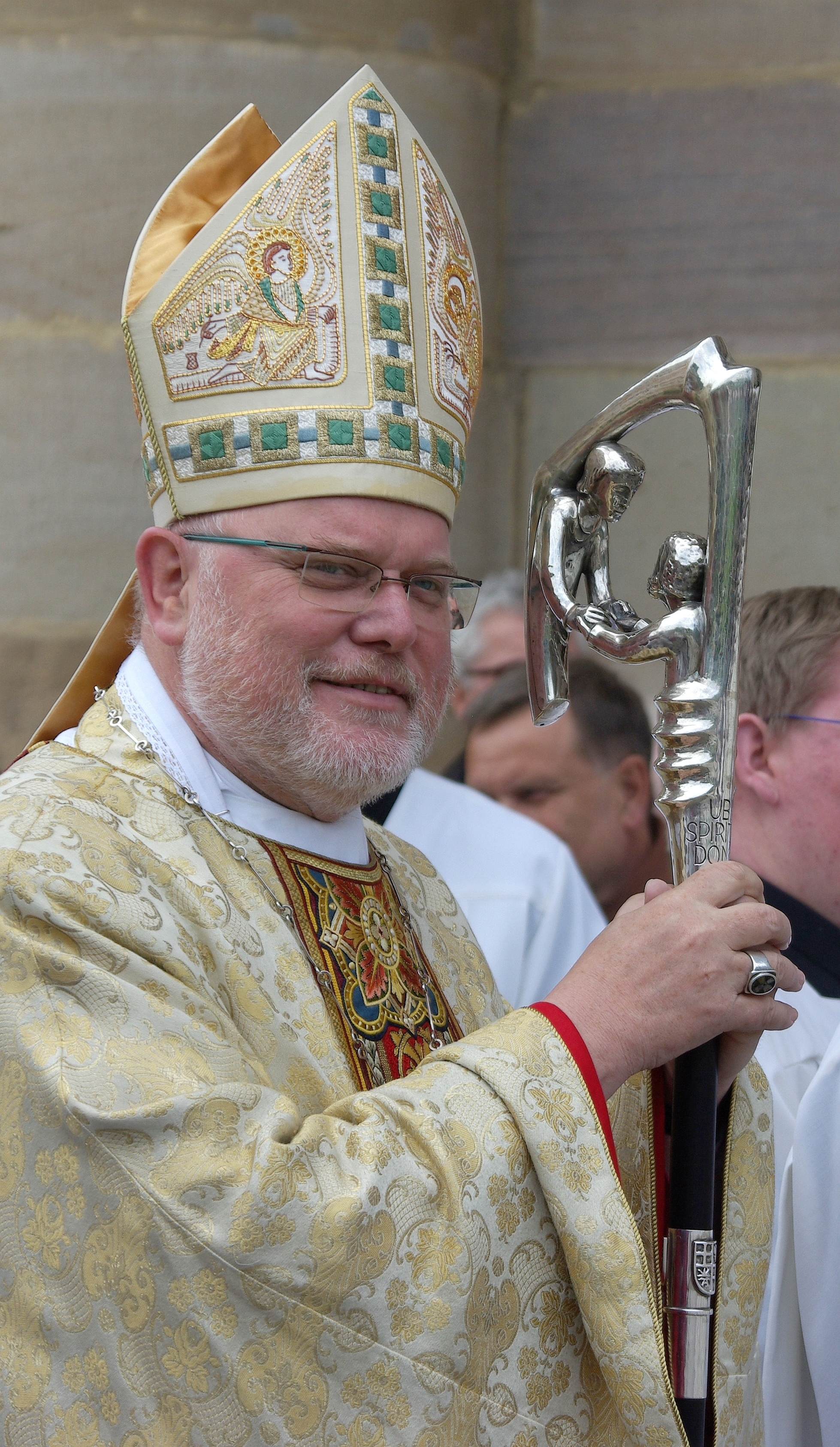
Cardenal Reinhard Marx, arzobispo de Múnich y Frisinga desde 2007

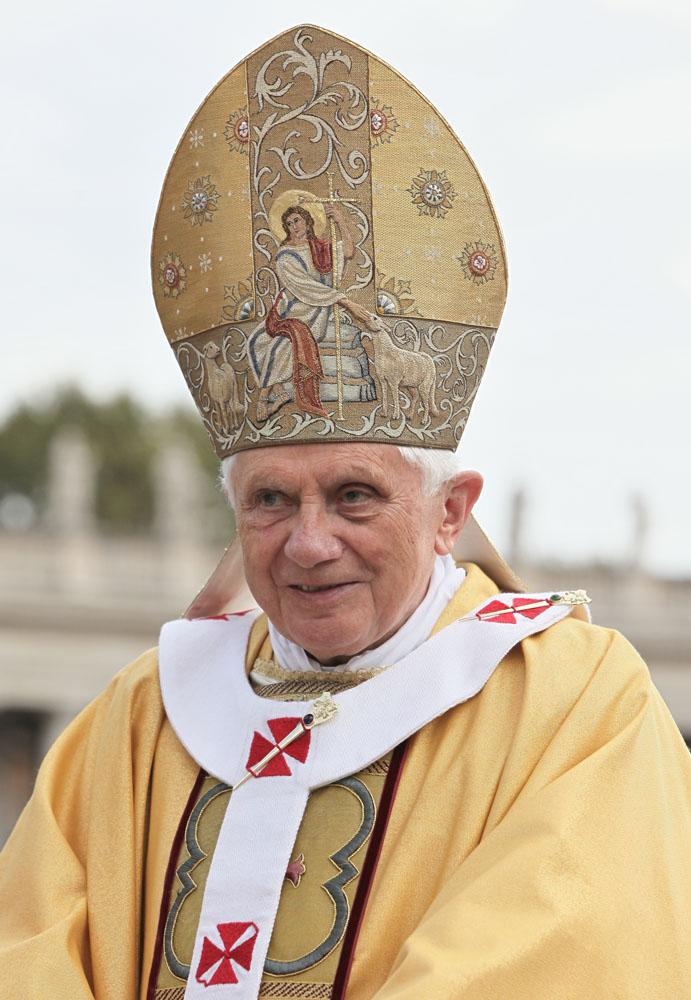
Joseph Ratzinger, arzobispo de Múnich y Frisinga de 1977 a 1982, elegido papa Benedicto XVI en 2005

- Lothar Anselm von Gebsattel † (16 de febrero de 1818-1 de octubre de 1846 falleció)
- Karl August von Reisach † (1 de octubre de 1846 por sucesión-19 de junio de 1856 renunció)
- Gregor Leonhard Andreas von Scherr, O.S.B. † (6 de enero de 1856-24 de octubre de 1877 falleció)
- Antonius von Steichele † (30 de abril de 1878-9 de octubre de 1889 falleció)
- Antonius von Thoma † (23 de octubre de 1889-24 de noviembre de 1897 falleció)
- Franz Joseph von Stein † (24 de diciembre de 1897-4 de mayo de 1909 falleció)
- Franziskus von Bettinger † (23 de mayo de 1909-12 de abril de 1917 falleció)
- Michael von Faulhaber † (26 de mayo de 1917-12 de junio de 1952 falleció)
- Joseph Wendel † (9 de agosto de 1952-31 de diciembre de 1960 falleció)
- Julius August Döpfner † (3 de julio de 1961-24 de julio de 1976 falleció)
- Joseph Ratzinger † (24 de marzo de 1977-15 de febrero de 1982 renunció, fue electo papa con el nombre de Benedicto XVI)
- Friedrich Wetter (28 de octubre de 1982-2 de febrero de 2007 retirado)
- Reinhard Marx, desde el 30 de noviembre de 2007